# NK-33
NK-33 in NK-43 (NK - Nikolaj Kuznecov) sta raketna motorja, ki so jih Sovjeti zgradili v poznih 1960ih in zgodnjih 1970ih. Načrtovali so jih v biroju Kuznecov. Namenjeni so bili za polete na Luno s težko raketo N-1. NK-33 ima največje razmerje potisk/teža med vsemi raketnimi motorji, razen SpaceXovega Merlin 1D. Prav tako ima visok specifični impulz, kar ga uvrščata v ene izmed najbolj sposobnih motorjev na tekoči kisik in kerozin kot gorivo. 
NK-43 je podoben NK-33, le da je načrtovan za gornjo stopnjo. Ima večjo potisno šobo, optimizirano za delovanje na višini, kjer je zračni tlak majhen (oziroma ga sploh ni). Večja šoba poveča potisk in specifični impulz, je pa motor večji in težji.
Modificirane verzije motorjev, ki jih trži Aerojet imajo oznako  AJ26-58, AJ26-59 in AJ26-62.
Po preklicanem programu N-1, so sovjetske oblasti hotele uničite vse motorje, nekaj motorjev je po zaslugi neznanega birokrata preživelo. Motorji so bili vredni več milijonov dolarjev. Rusija je prodala 36 motorjev Aerojetu za ceno $1,1 milijona vsak. Američani sprva niso verjeli specifikacijam, zato so jih preizkusili in bili zelo presenečeni.
Leta 2010 je ohranjene motorje NK-33 testiral podjetje Orbital Sciences na raketi Antares - lahki/srednje težki raketi.

## Tehnologija
NK-33 so NK-43 razviti iz prejšnjih motorjev NK-15 in NK-15V. Motorji delujejo na visokem tlaku s t. i. stopenjskim zgorevanjem (ang. Staged Combustion), stene zgorevalne komore oziroma potisne šobe so regenerativno hlajene.Ležaji turbočrpalk so hlajeni s kriogeničnim tekočim kisikom (LOX). Predzgorevalniki uporabljalo mešanico bogato s kisikom za pogon turbočrpalk.  Posebnost teh predzgorevalnikov je mešanica bogata s kisikom, ki gori zelo vroče in lahko poškoduje kovinske dele. Sovjeti so dognali posebne kovinski zlitine za ta namen. ZDA niso do leta 2000 nikoli razvili podobne tehnologije, ki omogoča večji potisk. Ameriški motorji so imeli vedno predzgorevalnike z mešanico bogato z gorivom.
NK-33 uporablja ohlajeni tekoči kisik in kerozin, oba pri podobnih gostotah, zato so lahko uporabili eno gred za obe turbočrpalki. NK-43 je malce težji in ima razmerje potisk/teža 120:1
Tehnologija mešanice bogate s kisikom se uporablja tudi na novejših motorjih RD-170, in njihovih različicah RD-180 in RD-191.

## Karakteristike
- Država: Sovjetska zveza
- Načrtovalec: Biro Kuznecov
- Predhodni motorji: NK-15, NK-15V
- Nasledniki (modificirani motorji): AJ26-58, AJ26-59, AJ26-62
- Gorivo: LOX / RP-1 (tekoči kisik in kerozin)
- Način delovanja: Stopenjsko zgorevanje
- Način dovoda goriva: turbočrpalka
- Potisk (vakuum): 1 753,8 kN (394 300 funtov)
- Potisk (na nivoju morja): 1 505 kN (338 000 funtov)
- Razmerje potisk/teža: 137
- Pritisk v zgorevalni komori: 145 barov (14 500 kPa)
- Specifični impulz (vakuum): 331 sekund (3,25 km/s)
- Specifični impulz (nivo morja): 297 sekund (2,91 km/s)
- Dolžina: 3,7 m (12 ft)
- Premer: 2 m (6 ft 7 in)
- Teža motorja: 1 235 kg (2 723 funtov)